# Stazione di Villamaggiore
Stazione di Villamaggiore vasútállomás Olaszországban, Lombardia régióban, Lacchiarella településen.

## Vasútvonalak
Az állomást az alábbi vasútvonalak érintik:
- Milánó–Genova-vasútvonal

## Kapcsolódó állomások
A vasútállomáshoz az alábbi állomások vannak a legközelebb:
- Stazione di Pieve Emanuele
- Stazione di Certosa di Pavia